# بالاغانو
بالاغانو (بالإيطالية: Palagano)‏ هي بلدية في مقاطعة مودينا في إقليم إميليا رومانيا الإيطالي.

## السكان
في سنة 1861 بلغ عدد السكان 2٬792 نسمة، وتطور العدد ليصل في سنة 2011 لـ 2٬354 نسمة.
يظهر هذا المخطط البياني تطور النمو السكاني لـ بالاغانو